# BUA Cement
BUA Cement plc ist ein nigerianisches Unternehmen, das seinen Sitz in Lagos hat. Es ist auf die Herstellung und Vermarktung von Zement und verwandten Produkten spezialisiert. Es ist der zweitgrößte Zementhersteller Nigerias nach Dangote Cement und hat seine Werke in Nord- und Südnigeria. Die Tochtergesellschaften sind Kalambaina Cement Company Ltd., OBU & EDO Cement Company Ltd. und Cement Company of Northern Nigeria (CCNN). Das Unternehmen verfügt über eine installierte Gesamtkapazität von 8 Millionen Tonnen pro Jahr.
Es ist an der Nigerian Stock Exchange gelistet und Teil des gleichnamigen Indexes NSE.

## Geschichte
BUA Cement wurde 2008 gegründet und nahm im selben Jahr den Betrieb über sein schwimmendes Zementterminal „BUA Cement 1“ auf, das speziell für die Entladung von Schütt- und Sackzement entwickelt wurde. Im Jahr 2009 erwarb die BUA Group die Cement Company of Northern Nigeria (Sokoto Cement) und die Edo Cement Company, um die Produktion zu steigern.
Im zweiten Quartal 2015 unterzeichnete BUA einen Vertrag mit FLSmidth über eine neue Produktionslinie von 3 Millionen Tonnen pro Jahr in Obu im Bundesstaat Edo. Im Jahr 2018 stellte BUA Obu Cement eine Anlage mit einer Kapazität von 3 Millionen Tonnen pro Jahr fertig, was zu einer kombinierten Kapazität von 6 Millionen Tonnen pro Jahr führte.
Das 600 Millionen US-Dollar teure Zementwerk in Okpella, Bundesstaat Edo, wurde 2015 mit einer Kapazität von 3 Mio. t/Jahr eröffnet, was zu einer installierten Gesamtkapazität von 3,5 Millionen t/Jahr in den Werken Edo und Obu führte.
Es wurden über 100 Millionen US-Dollar in Gasturbinen investiert, um eine 50-Megawatt-Anlage zur 24-Stunden-Stromerzeugung sowie den Bau einer 30 km langen Gasversorgungspipeline zu betreiben. Im selben Jahr begann CCNN eine Erweiterung der Anlage bis zu einer Produktionskapazität von 1,5 Mio. t/Jahr.
Am 9. Januar 2020 wurde BUA Cement nach einer Fusion der beiden Zementtochtergesellschaften der BUA Group – CCNN und Obu Cement – an der nigerianischen Börse notiert. Dadurch wurde sie zum zweitgrößten Zementhersteller in Nigeria und größten Zementproduzenten in der nordwestlichen Region des Landes.